# Lijst van burgemeesters van Piershil
Dit is een lijst van burgemeesters van de voormalige Nederlandse gemeente Piershil tot die gemeente op 1 januari 1984 opging in de gemeente Korendijk.
| Ambtsperiode | Naam burgemeester                    | Partij of stroming | Bijzonderheden                                                                                |
| ------------ | ------------------------------------ | ------------------ | --------------------------------------------------------------------------------------------- |
| 1804 - 1844  | Mattheus Marinus Schepman            |                    | eerst maire/schout, tevens schout/burgemeester van Rhoon (1818-1844)                          |
| 1844 - 1889  | Mr. Johannes Frederik de Meij Mecima |                    | tevens burgemeester van Nieuw-Beijerland (1837-1889) en Goudswaard (1850-1889)                |
| 1889 - 1931  | Adrianus Hendrik Zahn                |                    | tevens burgemeester van Goudswaard                                                            |
| 1931 - 1936  | Roelof (R.) Tjalma                   |                    | tevens burgemeester van Goudswaard                                                            |
| 1936 - 1944  | Sander (S.) Hammer                   | ARP                | tevens burgemeester van Goudswaard en vanaf 1938 ook van Nieuw-Beijerland                     |
| 1944 - 1945  | Marinus Adrianus Simonis             | NSB                | waarnemend, tevens waarnemend burgemeester van Nieuw-Beijerland en Goudswaard                 |
| 1945 - 1949  | Sander (S.) Hammer                   | ARP                | tevens burgemeester van Nieuw-Beijerland en Goudswaard; later burgemeester van Oud-Beijerland |
| 1950 - 1956  | Willem Johannes Dominicus van Dijck  |                    | tevens burgemeester van Nieuw-Beijerland en Goudswaard; later burgemeester van Maassluis      |
| 1957 - 1976  | Pieter (P.G.) Vries                  | CHU                | tevens burgemeester van Nieuw-Beijerland en Goudswaard                                        |
| 1977 - 1984  | Bas (B.) Kolbach                     | CDA                | tevens burgemeester van Nieuw-Beijerland en Goudswaard; vanaf 1984 burgemeester van Korendijk |